# Комі-зирянська мова
Ко́мі-зиря́нська мо́ва, також часто  або ко́мі мо́ва або мо́ва ко́мі (комі коми кыв, заст. 𐍚‎𐍞‎𐍜𐍙 𐍚𐍯𐍮‎‎) — мова пермської групи (підгрупи) фіно-угорських мов уральської мовної сім'ї, якою розмовляють комі. Перебуває під загрозою зникнення.
У суспільно-політичній сфері на позначення мови прийнято вживати термін «комі мова», зокрема ця мова є однією з державних мов Республіки Комі, і регулюється відповідним законом, в той час, як у науковій (мовознавчій) сфері, зокрема за типологічною і генеалогічною класифікацією мов, на позначення однієї з двох мов пермської підгрупи вживається термін «комі-зирянська мова», а самоназва «комі мова» інколи розглядається як її варіант.

## Поширення і функціонування
Мова поширена в Республіці Комі (Росія), де проживає основна маса комі-зирян (291,5 тис. чоловік з 336,3 тис. у Російській Федерації). За переписом 1989 року, загальна чисельність комі-зирян у колишньому СРСР становила 344 519 чоловік, а за російським переписом 2002 року кількість мовців мови комі склала 311,6 тис. осіб.
Станом на 2010 рік кількість мовців становить трохи більше 156 тисяч осіб.
Комі-зиряни живуть також на Кольскому півострові, у Ханти-Мансійському та Ямало-Ненецькому автономних округах Тюменської області і невеликими групами в Україні (4 тис.) та Казахстані (1,5 тис. чоловік). 70,4 % уважають мову комі рідною. 68,3 % комі двомовні і трьохмовні; вони володіють (у різних районах) також російською, саамською[яка?], ненецькою, хантийською або мансійською мовами.
Комі є мовою внутрішньонаціонального спілкування поряд з російською мовою. Є 10 діалектів, що розрізняються в основному вживанням звуків [л] і [в]. Літературна мова заснована на присиктивкарському діалекті.
На відміну від комі-перм'яцької мови, характерні збереження звуку л у всіх 10 діалектах, тенденція ставити наголос на 1-му складі, відсутність комітативу у відмінковій системі більшості діалектів, наявність особистісно-присвійних суфіксів у інфінітивних формах дієслова, кличної форми іменників на -öй.

## Сучасний стан функціонування мови
Один з активістів за відродження та поширення мови у Республіці Комі Олексій Соколов у червні 2010 року звернувся до органів прокуратури з вимогою — зобов'язати сайти муніципальних установ республіки створити мовні версії на мові комі. Офіційна влада Республіки Комі взяла на себе зобов'язання — створити такі мовні версії муніципальних сайтів.

## Абетка
Сучасна кирилична абетка мови виглядає так:
| А а | Б б | В в | Г г | Д д | Е е | Ё ё | Ж ж |
| З з | И и | І і | Й й | К к | Л л | М м | Н н |
| О о | Ö ö | П п | Р р | С с | Т т | У у | Ф ф |
| Х х | Ц ц | Ч ч | Ш ш | Щ щ | Ъ ъ | Ы ы | Ь ь |
| Э э | Ю ю | Я я |     |     |     |     |     |

## Приклад
«Заповіт» Т. Г. Шевченка комі мовою (переклав Серафим Попов).
| БУР СИӦМ Кор ме кула, менӧ дзебӧй крут мыльквывса гуӧ, муса Украина эрдӧ, аслам чужан муӧ, медым аддзи паськыд эрдсӧ быд мылык, Днепрӧс-юӧс да пыр кылі, кыдзи бузгӧ сійӧ аслас гыӧн. Саридзӧ кор вирсӧ сійӧ вӧрӧглысь тшӧтш нуас, ставсӧ эновта ме сэки - гӧраяс и муяс, уськӧдча лӧз енэжланьыс юрбитыштны енлы… Сыӧдз, татшӧм шуда здукӧдз ме ог казьтыв енмӧс. Менӧ гуалӧй да сувтӧй жуглӧй чуплысь везъяс, вӧрӧгнымлӧн пеж-лёк вирӧн мездлуннытӧ резӧй. Сэки зэв ыджыд семьяын, мездӧмаын, выльын, ті эн вунӧдӧй и менӧ казьтыштны бур кывйӧн. |